# 208 Lacrimosa
208 Lacrimosa este un asteroid din centura principală, descoperit pe 21 octombrie 1879, de Johann Palisa.